# Вейк, Рюбен ван
Рю́бен ван Вейк (африк. Ruben van Wyk; 16 июня 1976, Юго-Западная Африка) — намибийский футболист, нападающий. Выступал за сборную Намибии.

## Карьера

### Клубная
С 1997 по 1998 год выступал в намибийском клубе «Ливерпуль» из Окахандьи области Очосондьюпа, в его составе стал полуфиналистом Кубка Намибии. Затем играл за столичный клуб «Блэк Африка», в его составе стал чемпионом страны в 1999 году и вице-чемпионом в 2000 году. После этого перешёл в другой столичный клуб «Орландо Пайретс», где выступал до 2001 года, проведя за это время 33 матча и забив 1 гол. В сезоне 2001/02 клуб стал обладателем Кубка страны.
С 2001 по 2002 год выступал в южноафриканском клубе «Фри Стэйт Старс», сыграл 25 встреч, забил 1 мяч, клуб по итогам сезона занял 11 место в Премьер-лиге ЮАР, а в национальном Кубке и Кубке лиги в обоих дошёл до 1/4 финала.

### В сборной
В составе главной национальной сборной Намибии выступал с 1994 по 2002 год. Всего сыграл 11 матчей, в которых забил 2 гола, в том числе 5 встреч провёл в отборочном турнире к чемпионату мира 1998 года и 4 игры в отборочном турнире к чемпионату мира 2002 года.
Был в составе сборной на Кубке африканских наций 1998 года, однако на поле не выходил.

## Достижения

### Командные
«Ливерпуль»
Полуфиналист Кубка Намибии: (1)
- 1997/98

 «Блэк Африка»
Чемпион Намибии: (1)
- 1999

Вице-чемпион Намибии: (1)
- 2000

 «Орландо Пайретс»
Обладатель Кубка Намибии: (1)
- 2001/02